# Dwór w Piaskach Wielkich
Dwór Flemmingów w Piaskach Wielkich – zabytkowy dwór rodziny von Flemming z 1931 r. Budynek położony jest w bezpośrednim sąsiedztwie jeziora Piaski we wsi o tej samej nazwie. W otoczeniu dworu znajduje się zabytkowy park.

## Opis
Bezstylowy budynek zbudowany na planie prostokąta, parterowy, podpiwniczony, kryty dachem dwuspadowym z użytkowym poddaszem. Wzniesiony w 1931 r. 

## Historia
Majątek Piaski wszedł w posiadanie Flemmingów w XV w., poprzez zakup od von Wükernitzów. Pierwszym właścicielem obiektu był Richard von Flemming. Pierwszy dwór, zachowany już tylko na rysunkach, pochodził z 1763 r.. W 1909 r., w tej samej lokalizacji, został zbudowany nowy dwór, który po niecałych dwóch dziesiątkach lat, w 1926 r. uległ spaleniu. Wówczas wybudowano nowy, w stylu zachowanym do dziś. Przy pałacu urządzono park tarasowo schodzący ku jezioru. Flemmingowie od 1920 r. zajmowali się ogrodnictwem, pobudowano szklarnie. urządzono cały system nawadniania i zraszania upraw, wykorzystując do tego wodę z jeziora Piaski. Ostatnim właścicielem dworu oraz majątku Piaski był Richard von Flemming-Paatzig. Po 1945 r. wykorzystywany był jako biura, mieszkania i ośrodek wypoczynkowy oraz pełnił funkcję ośrodka szkoleniowego Wojewódzkiego Zarządu Państwowych Gospodarstw Rolnych w Szczecinie. Przeszedł gruntowny remont w 1981 r., a od lat 90. XX w. do 2009 r. był tam Hotel Piaski. Po tym czasie dwór jest systematycznie rozkradany i dewastowany. W 2011 w hotelu był niewielki pożar, który nie poczynił żadnych szkód. W ostatnim okresie został znacznie zdewastowany. 

Wewnątrz znajduje się kominek z herbem von Flemingów.

Herb von Flemingów